# Неврастеник (амплуа)
Неврастеник — сценическое амплуа: актёр, исполняющий роли болезненно-нервных, неуравновешенных, безвольных людей, легко поддающихся различным влияниям и настроениям, находящихся в состоянии острого душевного кризиса. Особенно характерен для театра конца XIX века и начала XX века.
К «неврастеникам» относятся, например, роли: Освальд («Привидения»), Иоганнес («Одинокие» Гауптмана), Раскольников («Преступление и наказание» по Достоевскому).
На ролях «неврастеников» специализировались такие актёры, как П. Н. Орленев, Н. Н. Ходотов, М. А. Чехов, Э. Цаккони.